# Sociale bevolkingsgroei
Met sociale bevolkingsgroei, ook wel migratiesaldo, sociale groei of sociale aanwas genoemd, worden alle veranderingen in de omvang en samenstelling van de bevolking van een land als gevolg van migratie (dus zowel emigratie als immigratie) bedoeld.
Door het immigratiegetal te verminderen met het emigratiegetal wordt het migratiesaldo verkregen. Wanneer dit positief is (en de immigratie dus groter is dan de emigratie) is er sprake van een vestigingsoverschot of een positieve sociale groei. Is het getal negatief, dan wordt gesproken van een vertrekoverschot of een negatieve sociale groei.